# ププタン

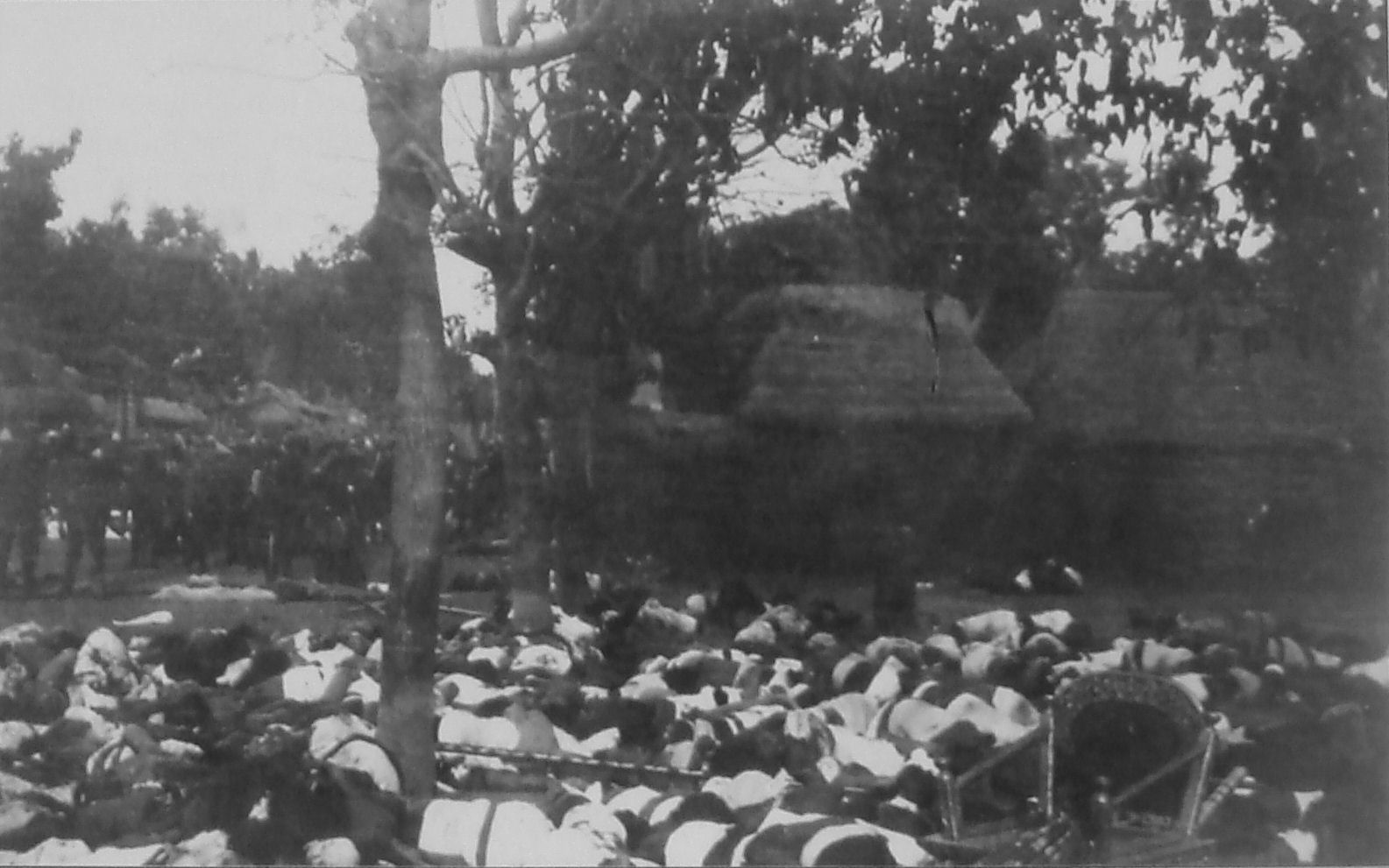
バドゥン王国のププタン（1906年）

ププタン（puputan）とは、古来からのバリの風習で、王朝が戦闘で敗北すると自決を選び、多くの王族、貴族が殉死をすること。バリ語で「終焉」を意味する。
特に、 バリ戦争(1846年 - 1849年)、ロンボク戦争(1894年)、バリ侵攻(1906年)、バリ侵攻 (1908年)など19世紀末から20世紀初頭にかけてのオランダ海上帝国東インド軍によるバリ島侵攻時に、王国のいくつかが、王（ラジャ）を先頭に美しく着飾り、親族や家臣らが行列を作って自決覚悟でオランダ軍に向かって「死の行進」をして銃弾に倒れていった集団自決行動を指す。
さらには、インドネシア独立戦争の過程で、グスティ・ングラライ将軍率いる部隊がオランダ軍と熾烈に戦い全員玉砕した行為などをいい、反植民地、独立のシンボルとして語られている。

## オランダの侵略によるププタンの事例
- 1906年 バドゥン王国（デンパサール王家およびプムチュタン王家）
- 1908年4月20日 クルンクン王国